# Variação total
Em análise matemática, define-se a variação total de uma função {\displaystyle f:D\to \mathbb {R} \,} em um intervalo {\displaystyle [a,b]\subseteq D\,} como:
{\displaystyle {\hbox{var}}_{[a,b]}(f)=\sup \sum _{i}\left|f(x_{i})-f(x_{i-1})\right|\,}
As variações positiva e negativa de uma função {\displaystyle f:D\to \mathbb {R} \,} em um intervalo {\displaystyle [a,b]\subseteq D\,} são definidas, respectivamente, como:
{\displaystyle {\hbox{var}}_{[a,b]}^{+}(f)=\sup \sum _{(+)}\left|f(x_{i})-f(x_{i-1})\right|\,}
{\displaystyle {\hbox{var}}_{[a,b]}^{-}(f)=\sup \sum _{(-)}-\left|f(x_{i})-f(x_{i-1})\right|\,}
Em todos os casos o supremo é tomado sob todas as possíveis partições {\displaystyle x_{1},x_{2},x_{3},\ldots \,} do intervalo {\displaystyle [a,b]\,}, {\displaystyle (+)} significa para todo {\displaystyle i} tal que {\displaystyle f(x_{i})\geq f(x_{i-1})} e {\displaystyle (-)} significa para todo {\displaystyle i} tal que {\displaystyle f(x_{i})\leq f(x_{i-1})}.

## Propriedades da variação total
1. Se {\displaystyle f\,} é um função monótona, então:
{\displaystyle {\hbox{var}}_{[a,b]}(f)=\left|f(a)-f(b)\right|\,}
2. Se {\displaystyle f\,} uma função real, então:
{\displaystyle {\hbox{var}}_{[a,b]}(f)\geq {\hbox{var}}_{[c,d]}(f)\,}, sempre que {\displaystyle a\leq c\leq d\leq b\,}.
3. Se {\displaystyle f\,} e {\displaystyle g\,} são funções reais, vale
{\displaystyle {\hbox{var}}_{[a,b]}(f+g)\leq {\hbox{var}}_{[a,b]}(f)+{\hbox{var}}_{[a,b]}(g)\,},
4. Se {\displaystyle f\,} uma função real, então:
{\displaystyle {\hbox{var}}_{[a,b]}(\alpha f)=|\alpha |{\hbox{var}}_{[a,b]}(f),~~\forall ~\alpha \in \mathbb {R} \,},
5. Se {\displaystyle f\,} uma função real, então:
{\displaystyle {\hbox{var}}_{[a,c]}(f)={\hbox{var}}_{[c,b]}(f)+{\hbox{var}}_{[b,c]}(f),~~\forall ~c\in [a,b]\,},

## Relações entre as variações total, positiva e negativa
1. {\displaystyle {\hbox{var}}_{[a,b]}(f)={\hbox{var}}_{[a,b]}^{+}(f)+{\hbox{var}}_{[a,b]}^{-}(f)}.
2. {\displaystyle f(x)-f(a)={\hbox{var}}_{[a,b]}^{+}(f)-{\hbox{var}}_{[a,b]}^{-}(f)}.

## Função de variação limitada
Diz-se que uma função real {\displaystyle f:D\to \mathbb {R} \,} é de variação limitada  em um intervalo {\displaystyle [a,b]\,} se e somente se, para qualquer {\displaystyle \alpha <\infty } vale que:
{\displaystyle {\hbox{var}}_{[a,b]}(\alpha f)<\infty \,}

## Exemplo
Funções crescentes em um intervalo {\displaystyle [a,b]} são de variação limitada neste intervalo.

### Demonstração
Se {\displaystyle f} é um função crescente em {\displaystyle [a,b]}, então {\displaystyle {\hbox{var}}_{[a,b]}(\alpha f)=\alpha \sup \sum _{i}\left|f(x_{i})-f(x_{i-1})\right|=\alpha \sup \sum _{i}f(x_{i})-f(x_{i-1})\leq \alpha (f(b)-f(a))<\infty }.

## Teorema
Uma função {\displaystyle f} é de variação limitada em {\displaystyle [a,b]} se, e somente se, {\displaystyle f} é a diferença entre duas funções crescentes limitadas.

### Demonstração
Se {\displaystyle f(x)=f_{1}(x)-f_{2}(x)}, com {\displaystyle f_{1},f_{2}} crescentes e limitadas, então {\displaystyle {\hbox{var}}_{[a,b]}(\alpha f)={\hbox{var}}_{[a,b]}(\alpha (f_{1}(x)-f_{2}(x)))\leq {\hbox{var}}_{[a,b]}(\alpha f_{1}(x))-{\hbox{var}}_{[a,b]}(\alpha f_{2}(x))\infty }.
Por outro lado, se {\displaystyle f} é devariação limitada em {\displaystyle [a,b]}, então considere {\displaystyle f_{1}(x)={\hbox{var}}_{[a,b]}^{+}(f)} e {\displaystyle f_{2}(x)={\hbox{var}}_{[a,b]}^{-}(f)}. Obviamente {\displaystyle f_{1}} e {\displaystyle f_{2}} são funções crescentes e limitadas. Com isto temos que
{\displaystyle f(x)={\hbox{var}}_{[a,b]}^{+}(f)+f(a)-{\hbox{var}}_{[a,b]}^{-}(f)=f_{1}(x)+f_{2}(x)}.

## Relação com a diferenciabilidade
Seja {\displaystyle f:D\to \mathbb {R} \,} uma função de classe {\displaystyle C^{1}[a,b]\,}, então:
{\displaystyle {\hbox{var}}_{[a,b]}(f)=\int _{a}^{b}|f'(x)|dx\,}
A continuidade, no entanto, não garante que a função seja de variação limitada, um contra-exemplo é:
{\displaystyle f(x)=\left\{{\begin{array}{ll}x\cos \left({\frac {\pi }{x}}\right),&x\neq 0\\0,&x=0\end{array}}\right.}
Esta função é contínua mas não é de variação limitada no intervalo {\displaystyle [0,1]\,}. Para provar isso considere o seguintes pontos:
{\displaystyle x_{n}={\frac {1}{n+1}},\quad f(x_{n})={\frac {1}{n+1}}(-1)^{n},n=0,1,2,\ldots \,}
Assim
{\displaystyle \left|f(x_{n})-f(x_{n-1})\right|={\frac {1}{n+1}}+{\frac {1}{n}}>1/n,n=1,2,3,\ldots \,}
Portanto, {\displaystyle {\hbox{var}}_{[0,1]}(f)\geq \sum _{n=1}^{\infty }{\frac {1}{n}}=+\infty \,}

## Relação com a integrabilidade
A seguinte integral
{\displaystyle \int _{a}^{b}f(x)d\gamma (x)}
é bem conhecida quando temos {\displaystyle \gamma (x)=x}. Além disso, é sabido que, na verdade, é suficiente exigir que {\displaystyle \gamma } seja uma função crescente. Porém, note agora que é suficiente exigir que {\displaystyle \gamma } seja um função de variação limitada, pois neste caso temos que
{\displaystyle \gamma (x)=\lambda _{1}(x)-\lambda _{2}(x)},
onde {\displaystyle \lambda _{1}} e {\displaystyle \lambda _{2}} são funções crescentes e limitadas.
Portanto, temos que
{\displaystyle \int _{a}^{b}f(x)d\gamma (x)=\int _{a}^{b}f(x)d(\lambda _{1}(x)-\lambda _{2}(x))=\int _{a}^{b}f(x)d\lambda _{1}(x)-\int _{a}^{b}f(x)d\lambda _{2}(x)}.

## References
- Stein, Elias M.; Shakarchi, Rami (2007), Real Analysis, Princeton University.